# 쑨야팡

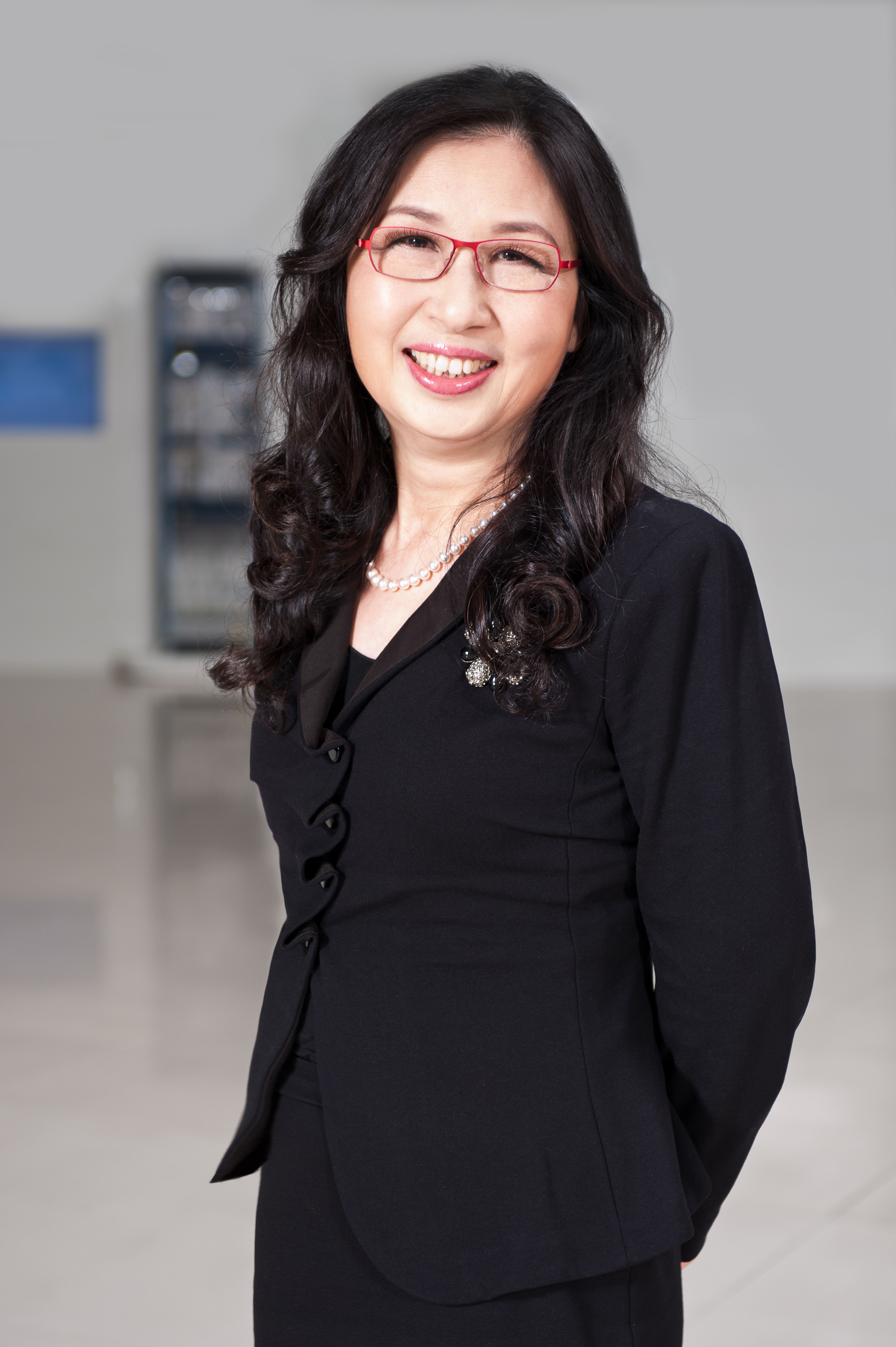
쑨야팡

쑨야팡(중국어 간체자: 孙亚芳, 정체자: 孫亞芳, 병음: Sūn Yàfāng, 1955년 ~ )은 중국의 기업인이다. 구이저우성 출신이다.
1992년에 화웨이에 입사했고 1999년부터 2018년까지 화웨이 회장을 역임했다. 2014년에는 《포브스》가 선정한 세계에서 가장 영향력 있는 여성 100인 가운데 81위에, 2016년에는 《포브스》가 선정한 세계에서 가장 영향력 있는 여성 100인 가운데 38위에 올랐다.

## 경력
쑨야팡은 1982년 쓰촨성 청두시에 위치한 중국 전자 과학 기술 대학교 (UESTC)에서 학사 학위를 취득했다. 그 후 쑨야팡은 1982년부터 1985까지 신페이가전에서 엔지니어로 근무했고 1985년은 베이징 통신 연구소의 엔지니어로 근무했다. 1989년 화웨이에서 근무를 시작하여 1999년 회사의 회장으로 활동하기 시작했으며 2018년 3월 쑨야팡은 화웨이의 회장직을 사임했다.

## 수상
2012년 5월, 국제 통신 연합으로부터 World Telecommunication and Information Society Award를 수상했다. 포브스로부터 2014년 세계에서 가장 영향력 있는 여성 여성 81위, 2016년 세계에서 가장 영향력 있는 여성 38위로 선정됐다.

## 같이 보기
- 멍완저우